# Ouzouer-le-Marché
Ouzouer-le-Marché è un comune francese di 1 898 abitanti situato nel dipartimento del Loir-et-Cher nella regione del Centro-Valle della Loira.
Il 1º gennaio 2016 si è unito con i comuni di La Colombe, Membrolles, Prénouvellon, Semerville, Tripleville e Verdes per formare il nuovo comune di Beauce la Romaine.

## Società

### Evoluzione demografica
Abitanti censiti